# ویانوئوا د لا خارا
ویانوئوا د لا خارا (به اسپانیایی: Villanueva de la Jara) یک دهستان در اسپانیا است که در استان کوئنکا واقع شده‌است. ویانوئوا د لا خارا ۱۵۶ کیلومتر مربع مساحت و ۲٬۳۰۴ نفر جمعیت دارد.